# 北方單鰭七鰓鰻
北方單鰭七鰓鰻（學名：Ichthyomyzon fossor），又稱北方魚吸鰻，為圓口綱七鰓鰻目七鰓鰻科單鰭七鰓鰻屬的一種，分布於北美洲加拿大魁北克省的聖羅倫斯河，向西流經五大湖區和密西西比河流域北部，南達曼尼托巴省、美國賓夕法尼亞州西北部、維吉尼亞州西部、肯塔基州東部、俄亥俄州中北部和南部以及印第安納州北部的俄亥俄河、密蘇里河流域，成魚軀幹肌節47-58，它的嘴無頜，比頭部更寬，長有許多堅固細長的牙齒，口上板，單尖牙1-4顆，通常2顆；口下板，牙齒6-11顆，通常為單尖牙，舌板頂呈強烈W形，具有不明顯的或約20個小尖頭，中間的尖頭不擴大；縱向舌板，每片有17個尖瓣，背部和上側面灰褐色，下側面和腹側較淺灰色或銀白色，尾鰭圓形，體長可達17公分，壽命可達6年，棲息在沙石底質溪流及湖泊底層，Ammocoete幼魚躲藏在砂石中，以藻類及有機碎屑為食，經過2至3個月的變態過程後，它們在秋天以不進食的幼魚形式出現，並漂流4至6個月，直到變成性成熟的成年魚，產卵後不久後死亡。